# Chef de guerre
Chef de guerre (Command Authority) est un techno-thriller de l'écrivain américain Tom Clancy aidé de Mark Greaney et paru en 2015. Ce roman fait partie de la saga Ryan ayant pour héros Jack Ryan.
Le roman est traduit en français par Jean Bonnefoy et paraît en 2 volumes aux Éditions Albin Michel en 2015.